# Степной Маяк (Оренбургская область)
Степно́й Мая́к — посёлок в Новосергиевском районе Оренбургской области. Входит в состав Краснополянского сельсовета. Основан в 1897 году.

## География
Посёлок находится на западе центральной части Оренбургской области, в пределах возвышенности Общий Сырт, в степной зоне, на расстоянии примерно 14 км (по прямой) к северо-востоку от посёлка Новосергиевка, административного центра района.

### Климат
Климат характеризуется как резко континентальный с продолжительной морозной зимой и относительно коротким жарким сухим летом. Среднегодовая температура составляет 4,5 °C. Средняя температура воздуха самого тёплого месяца (июля) — 21,5 °C (абсолютный максимум — 42 °C); самого холодного (января) — −15 °C (абсолютный минимум — −44 °C). Безморозный период длится около 145 дней. Среднегодовое количество атмосферных осадков составляет 350—400 мм, из которых 221 мм выпадает в тёплый период. Продолжительность снежного покрова составляет 139—140 дней.

## Население
| 2010 |
| ---- |
| 14   |

### Национальный состав
Согласно результатам переписи 2002 года, в национальной структуре населения русские составляли 86 % из 15 чел.

## Инфраструктура
Санаторий «Степной Маяк» находится у западной окраины посёлка. Основан для кумысолечения. Ныне — многопрофильное лечебно-рекреационное учреждение.